# Kanton Civray
Civray is een kanton van het departement Vienne in Frankrijk. Het kanton maakt deel uit van het arrondissement Montmorillon.

## Gemeenten
Het kanton Civray omvatte tot 2014 de volgende 12 gemeenten:
- Blanzay
- Champagné-le-Sec
- Champniers
- Civray (hoofdplaats)
- Linazay
- Lizant
- Saint-Gaudent
- Saint-Macoux
- Saint-Pierre-d'Exideuil
- Saint-Saviol
- Savigné
- Voulême

Bij de herindeling van de kantons door het decreet van 26 februari 2014 met uitwerking op 22 maart 2015 werden daar volgende gemeenten aan toegevoegd : 
- Asnois
- Availles-Limouzine
- Champagné-Saint-Hilaire
- La Chapelle-Bâton
- Charroux
- Chatain
- Château-Garnier
- La Ferrière-Airoux
- Genouillé
- Joussé
- Magné
- Mauprévoir
- Payroux
- Pressac
- Saint-Martin-l'Ars
- Saint-Romain
- Sommières-du-Clain
- Surin